# Apolinář z Ravenny
Apolinář z Ravenny byl křesťanský světec, který se narodil v Antiochii nebo v Sýrii. Byl pokládán za zakladatele křesťanské obce v Ravenně, byl jejím prvním biskupem a zemřel jako svatý vyznavač nebo mučedník. Jako světec je uctíván církvemi římskokatolickou, řeckokatolickou, pravoslavnou, koptskou, syrskou a arménskou.

## Legendy
Byl historickou osobou, jeho existenci potvrdil svatý Ambrož. Jako ctihodného muže a svého předchůdce jej ve svých kázáních zmiňuje ravenský arcibiskup Petr Chrysolog v polovině 5. století. K jeho životu a zázrakům se vztahuje několik legend, které se začaly šířit od 6. až 7. století. Zlatá legenda shodně s Ambrožem tvrdí, že Apolináře biskupem ustanovil sám apoštol Petr, že Apolinář Petra doprovázel z Antiochie až do Říma, a že se dožil 75 let. Podle jiné verze legendy působil později, asi kolem roku 200. Je považován za zakladatele křesťanské církve v exarchátu Ravenna.
Za jeho života do Itálie pronikali Germáni. Apolinář působil jako misionář mezi Římany a údajně když odmítl obětovat pohanským bohům, dav jej napadl, mučil a zabil. Podle jiné verze legendy mučení přežil a odešel do Dalmácie, aby tam opět šířil víru jako misionář. 
Zlatá legenda Apolináře líčí jako divotvůrce a připisuje mu mnohé zázraky, jako uzdravování nemocných, uzdravení zemřelé dcery ravennského patricije Rufuse. Symbolický význam byl připisován Apolinářově prokletí římské modly -sochy boha Apollóna, která se údajně měla sama rozpadnout. Apolinářovo jméno bylo totiž odvozeno od boha Apolóna.. Podle jiné verze legendy však šlo o sochu boha Jupitera.

## Hrob, relikvie a kostely
Apolinářův hrob leží v Ravenně. 
- V roce 549 byla nad jeho hrobem asi 6 km od Ravenny vystavěna a jemu zasvěcena bazilika sv. Apolináře v Classe, v konše její apsidy je na mozaice světcovo nejstarší vyobrazení.
- Ostatky byly roku 856 přeneseny do kostela Sant'Apollinare Nuovo v Ravenně, protože první bazilika byla kvůli poloze za městem snadno přístupná zlodějům.
- Kostel Sant'Apollinare v Římě, byl založen papežem Hadriánem roku 870, je přestavěn v pozdně barokním slohu roku 1748 a v interiéru uproavován v 19. století[4]. Při kostele byla ustavena kolegiátní kapitula, pro kterou bylo zbudováno Pallazzo dell'Apollinare (Apolinářův palác), kde v letech 1574-1773 sídlil vzdělávací ústav Collegio Germanico-Ungarico, v němž studovali také Češi.
- Kostel sv. Apolináře v Benátkách je raně středověkého původu; jeho patrocinium bylo přeneseno také na nedaleké divadlo Teatro Sant 'Apollinare, později slavnější než kostel.
- Kostel sv. Lamberta v Düsseldorfu, nejstarší chrám : sarkofág se stříbrnou sochou sv. Apolináře z roku 1665
- Apollinarisberg (Hora sv. Apolináře) u Remagenu, středověkého původu, stojící kostel sv. Apolináře je novogotická stavba z let 1843-1852, uvnitř relikviářová busta a cyklus fresek z Apolinářovy legendy
- Oltáře: v Gorkumu u Utrechtu, Dijonu, Remeši, v Kolíně nad Rýnem, Cáchách-Burtscheidu, v Siegburgu

## Čechy
Do Čech jeho ostatky dali přenést císař Karel IV. a arcibiskup Arnošt z Pardubic. Vložili je:
- do oltáře kostela sv. Apolináře na Novém Městě pražském (1362)
- do oltáře kostela sv. Apolináře v Sadské, kapitula řádu augustiniánů kanovníků s ostatky odtud byla převedena do Prahy
- Kostel svatého Apolináře (Modlany) u Teplic, středověkého původu, v letech 1689-1691 nahrazen barokní novostavbou
- Kostel svatého Apolináře v Horšovském Týně, pod patronátem pražského arcibiskupství, středověkého původu
- Kostel svatého Apolináře, Chleny u Rychnova nad Kněžnou, barokní stavba

## Úcta
- V katolické církvi se jeho svátek slaví 20. července, v pravoslavné církvi připadá na 23. července.
- 20. července se slaví největší pouť v Porýní, s procesími v Kolíně nad Rýnem, Düsseldorfu a Remagenu.

Apolinář je uctíván jako:
- patron měst Ravenna, Remagen, Düsseldorf, Gorkum a Utrecht.
- cechovní patron jehlářů
- patron proti nemocem pohlavních orgánů, proti močovým a žlučovým kaménkům, proti epilepsii

## Ikonografie umění
Apolinář bývá zobrazován jako Říman helénské doby, kněz staršího věku, s bílým plnovousem, v bílé tunice a kasuli, na biskupském palliu má černý kříž, na hlavě mívá infuli, nebo je prostovlasý. Jako insignie nosí biskupskou berlu, knihu a někdy kyj, kterým byl podle legendy zabit. Na mozaikách bývá vyobrazen jako orant s rozepjatými pažemi. Ve skupině se objevuje se sv. apoštolem Petrem a sv. Divišem. Vystupuje v legendách sv. Petra.

## Galerie

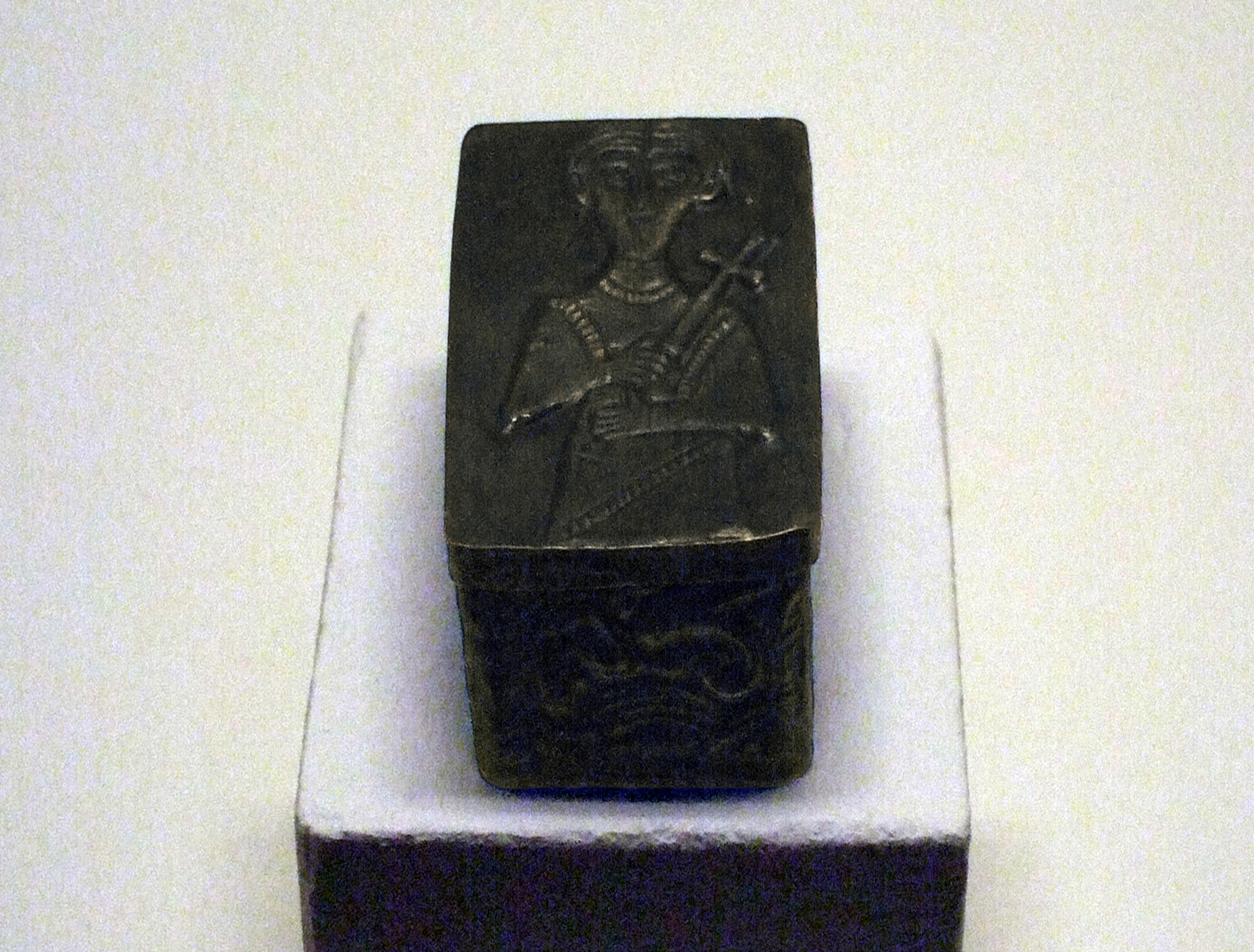
Lombardský relikviář, 9. století Trident
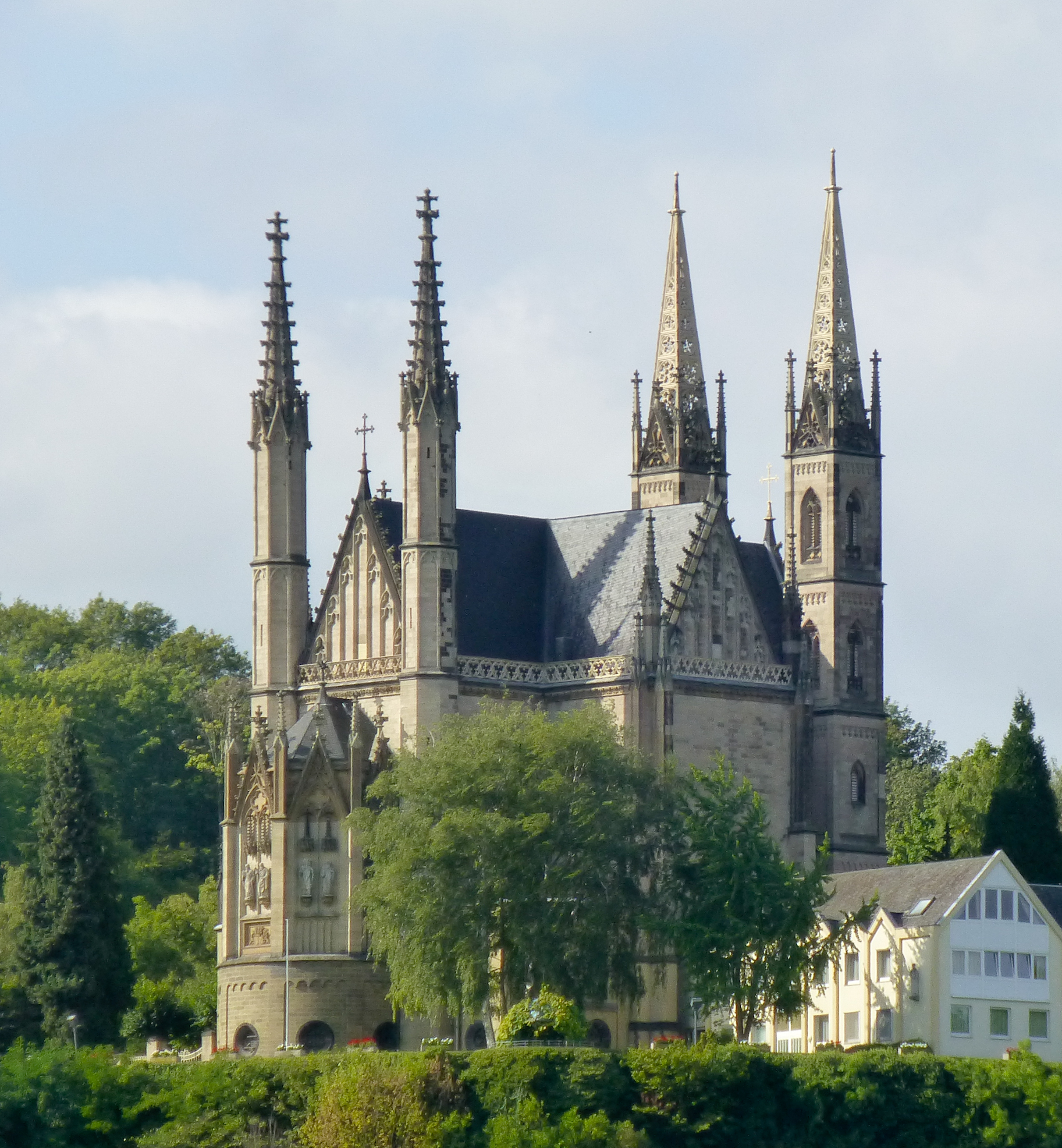
Kostel sv. Apolináře v Remagenu
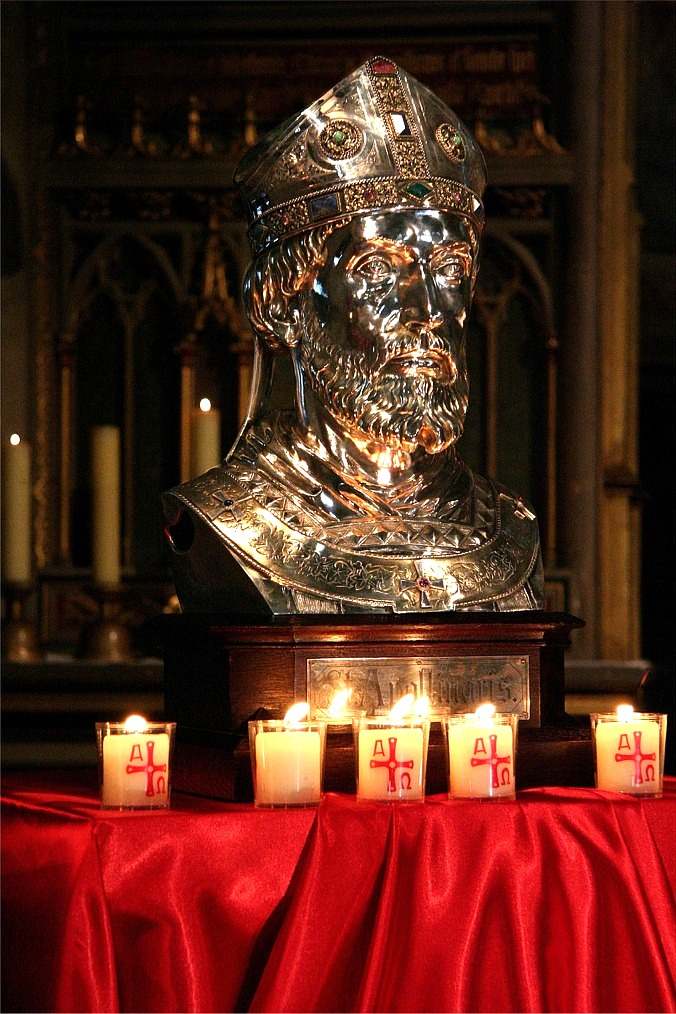
Relikviářová busta v Remagenu, 19. století
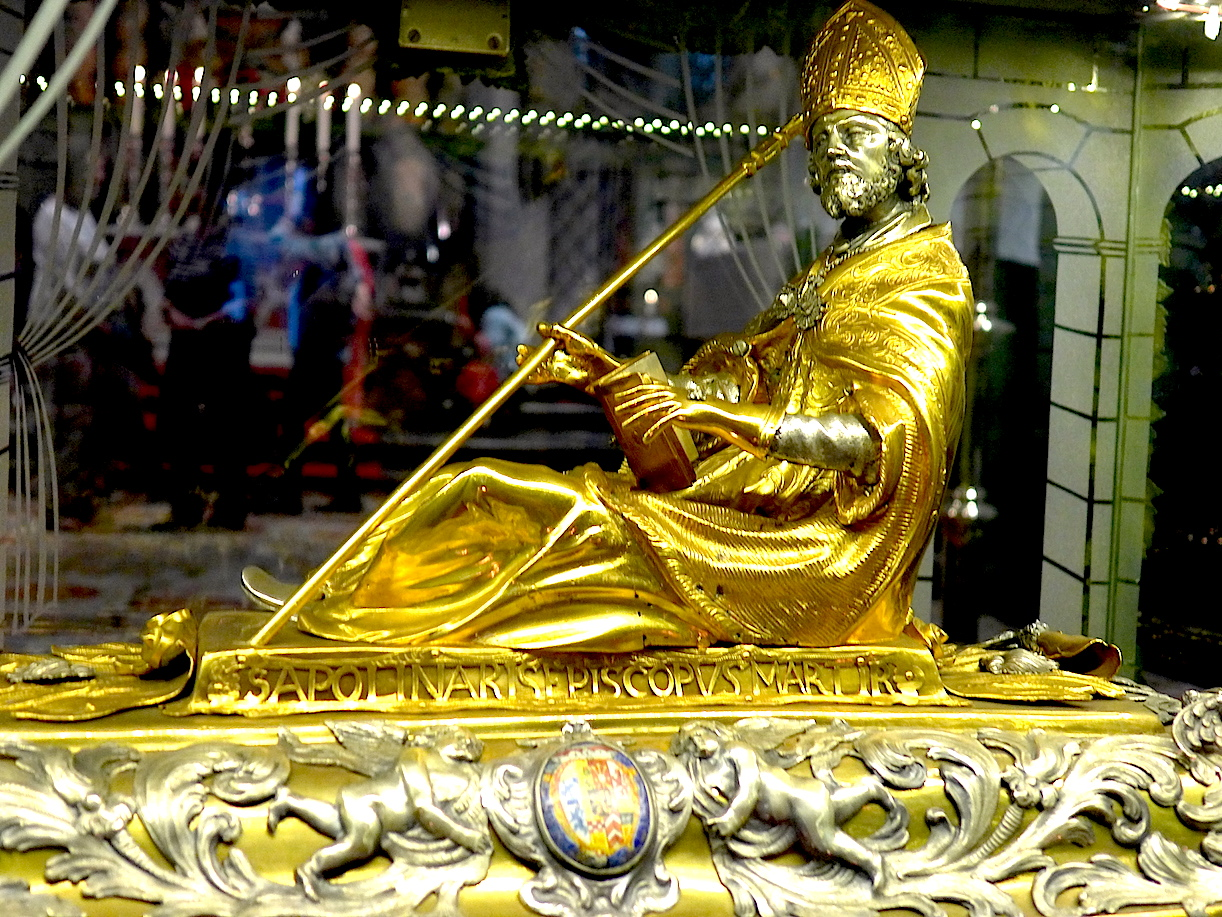
Sarkofág se sochou sv. Apolináře v Düsseldorfu při procesí
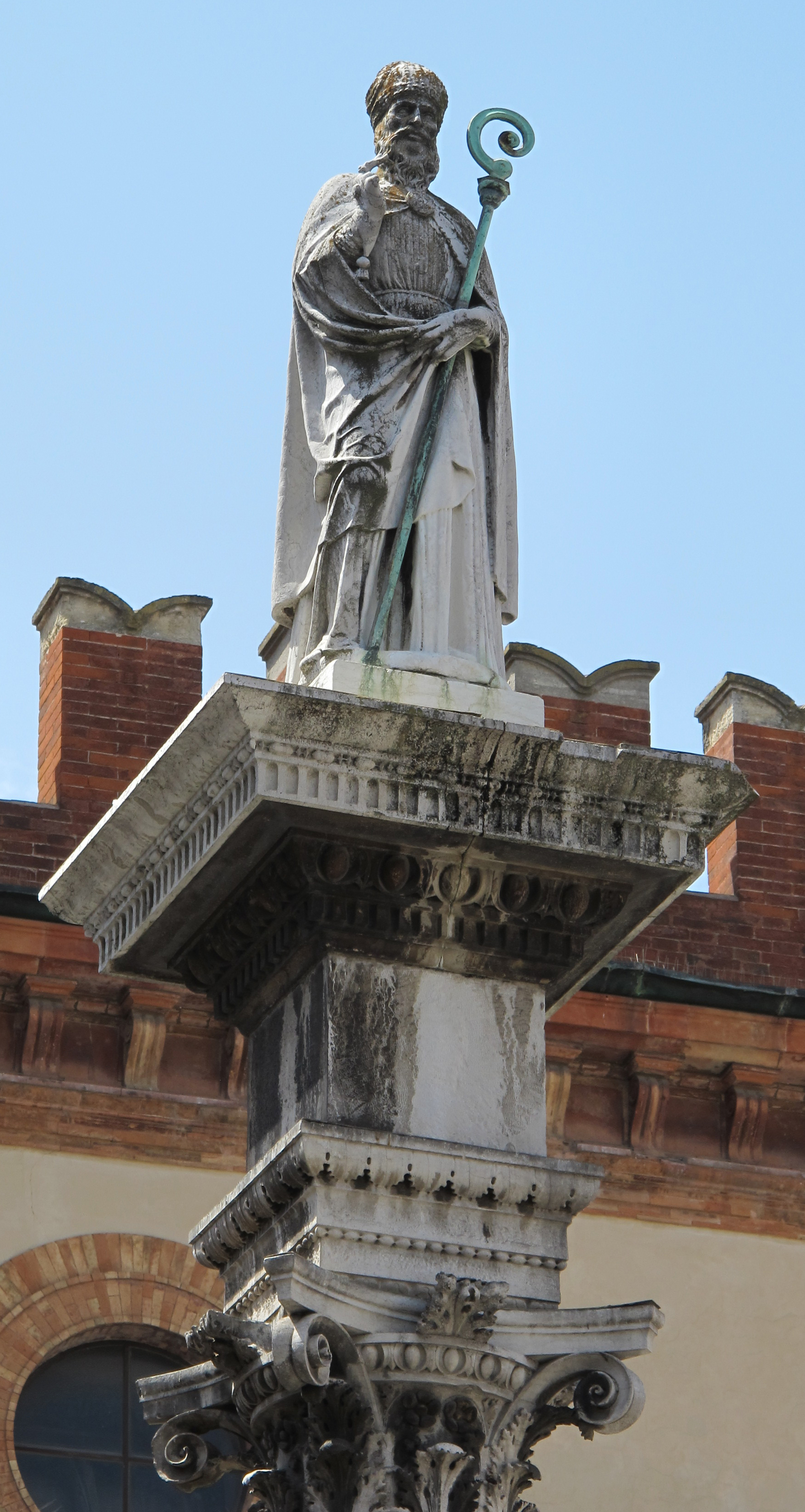
Sloup se sochou sv. Apolináře, Ravenna 1483
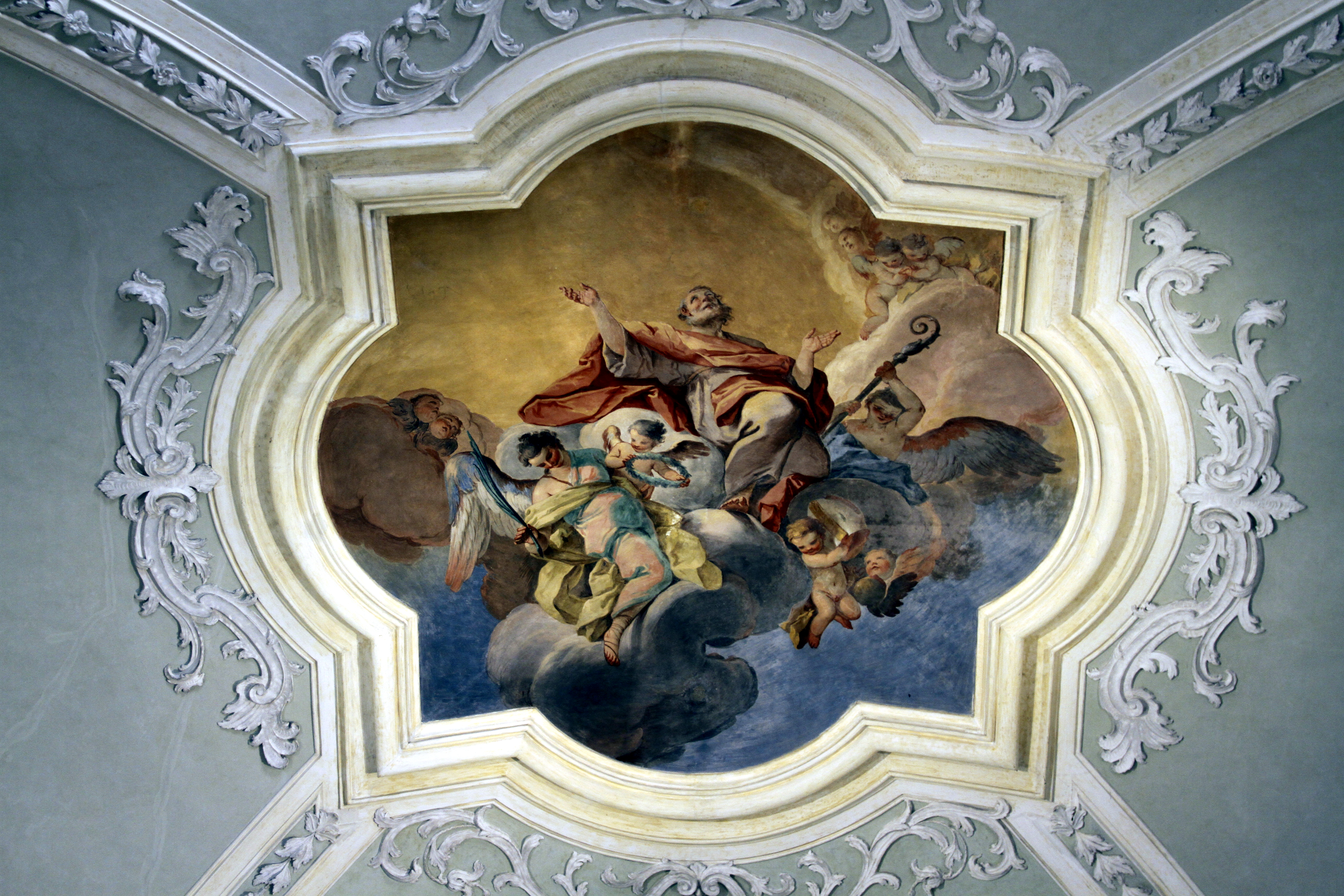
Apoteóza sv. Apolináře; freska, Sant'Apollinare Nuovo, Ravenna
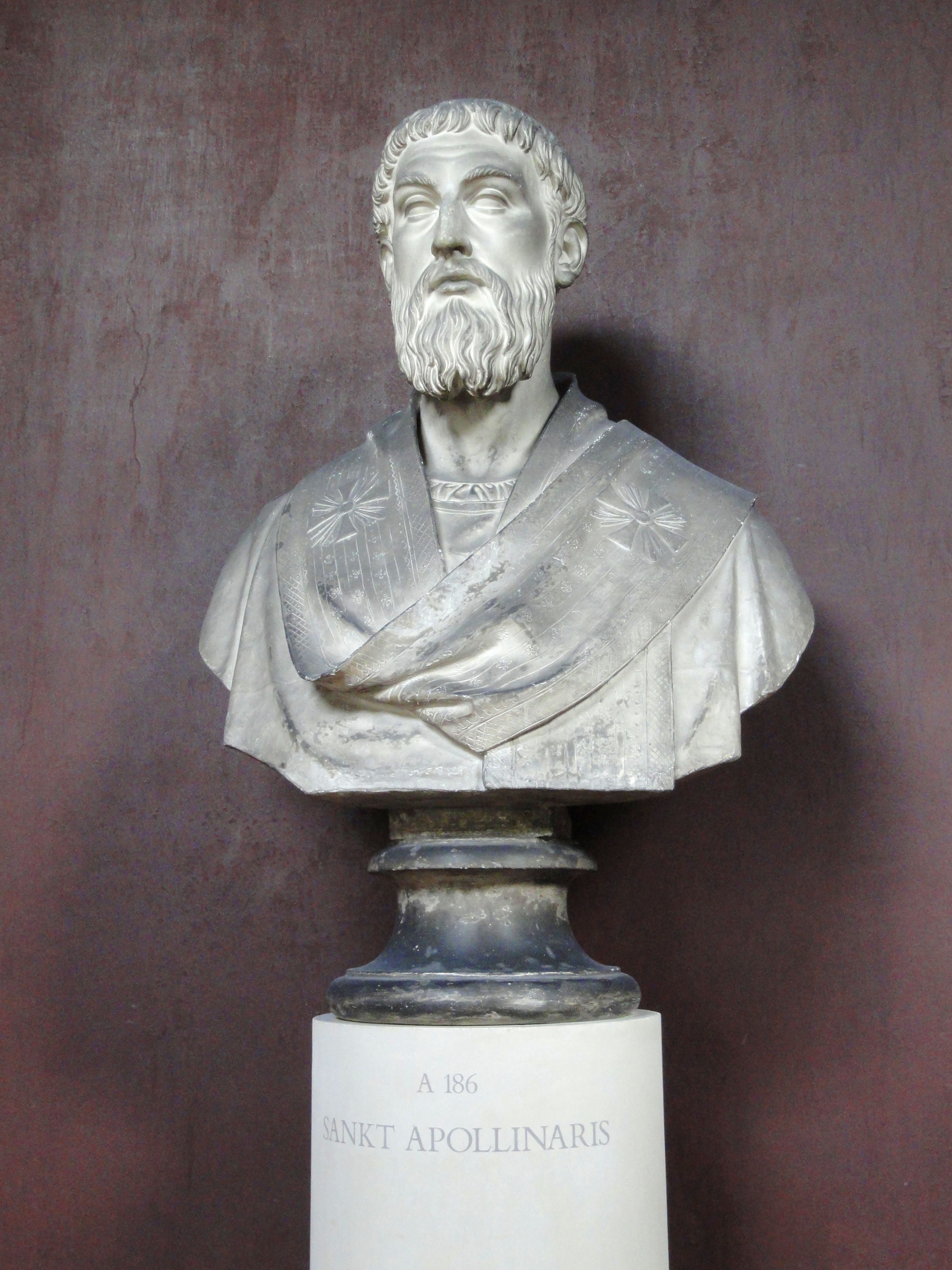
Bertel Thorvaldsen:Sv. Apolinář,
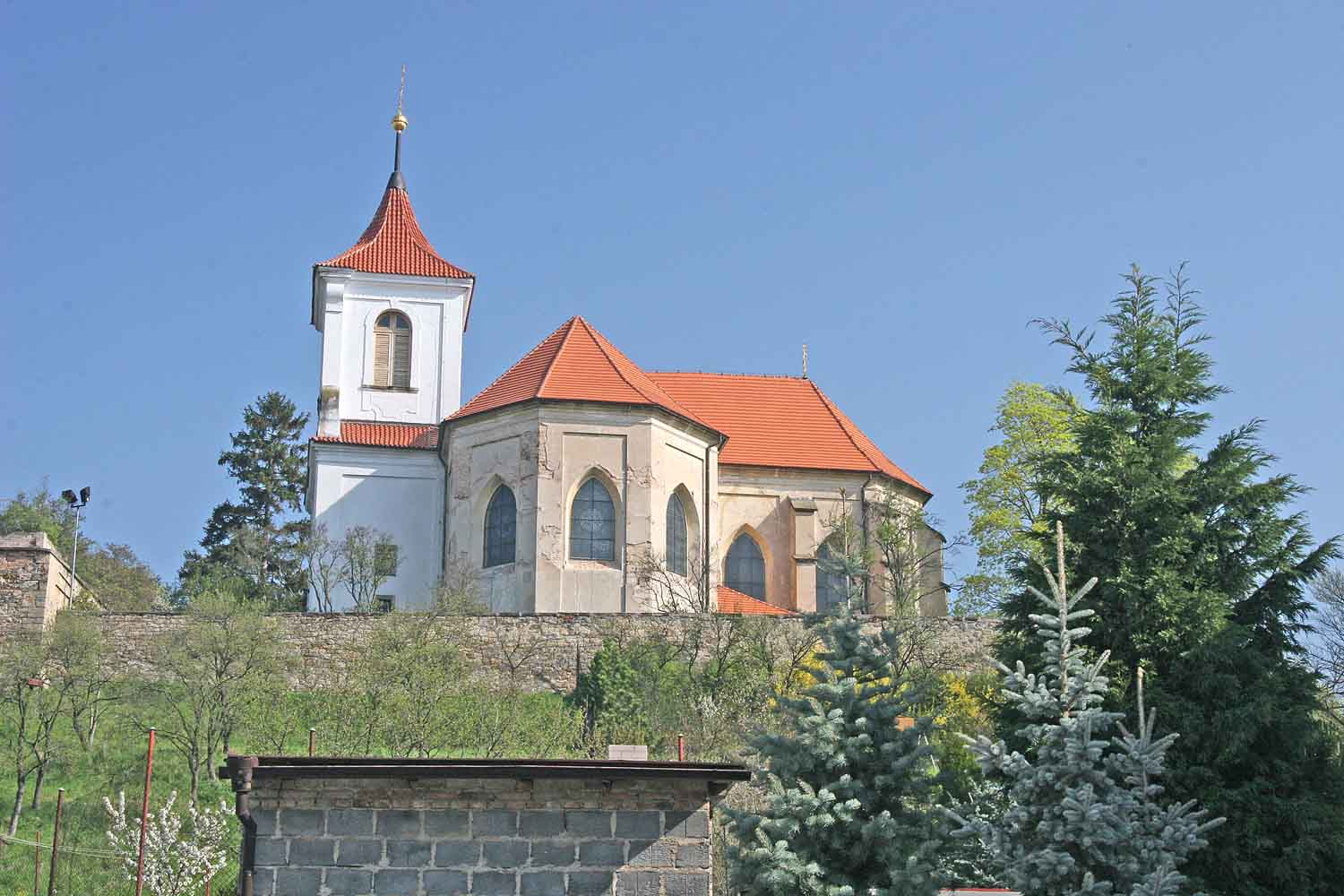
Kostel Sv. Apolináře v Sadské
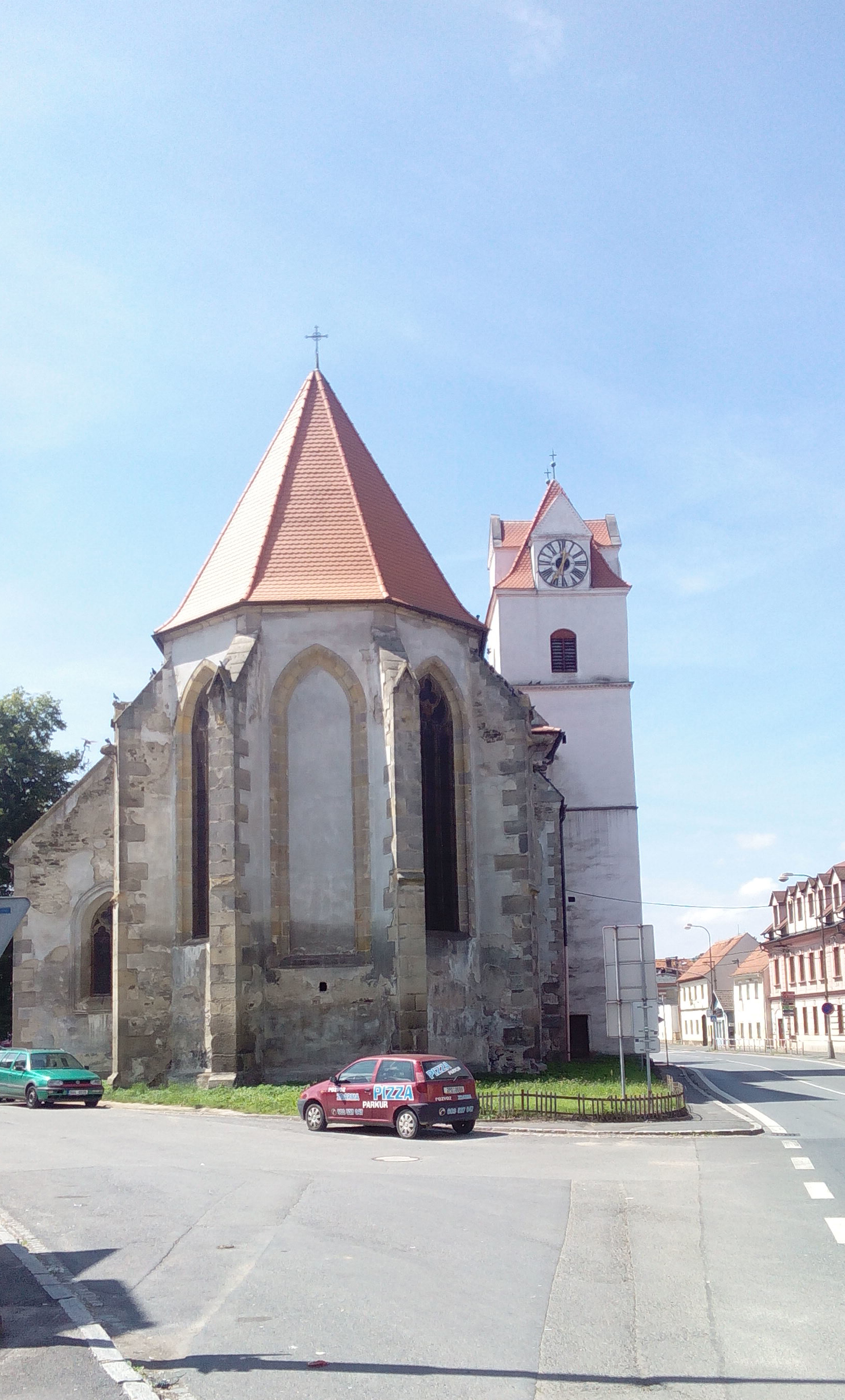
Kostel sv. Apolináře, Horšovský Týn